# People Are People
People Are People è la prima raccolta del gruppo musicale britannico Depeche Mode, pubblicata il 2 luglio 1984 dalla Sire Records.

## Descrizione
La compilation è stata distribuita unicamente per il mercato statunitense al fine di capitalizzare il successo radiofonico del singolo People Are People, tratto dal quarto album Some Great Reward. In esso sono presenti soltanto nove tracce, sei delle quali erano state precedentemente pubblicate in album o singoli e tre nuove al pubblico statunitense: People Are People, Get the Balance Right! (all'epoca uscito solo come 12"), e Now, This Is Fun (b-side di See You). Work Hard era uscita in origine quale b-side del singolo Everything Counts. Le tre nuove tracce sono state realizzate in versione diversa da quella poi pubblicata negli album. Leave in Silence è presente nella versione 7", per la prima volta disponibile al pubblico statunitense.
Inoltre, anche Love, in Itself è presente in una versione leggermente diversa, con un finale più pulito di quello della versione presente in Construction Time Again, dove la traccia sfuma in More Than a Party. Un'introduzione molto pulita è quella di Pipeline, che in Construction Time Again era legata a More Than a Party.

## Tracce
Testi e musiche di Martin L. Gore, eccetto dove indicato.
1. People Are People – 3:45
2. Now This Is Fun – 3:23
3. Love, in Itself – 4:21
4. Work Hard – 4:22 (Martin L. Gore, Alan Wilder)
5. Told You So – 4:27
6. Get the Balance Right! – 3:13
7. Leave in Silence – 4:00
8. Pipeline – 6:10
9. Everything Counts – 7:20

## Formazione
- Dave Gahan – strumentazione, voce principale
- Martin Gore – strumentazione, voce, voce principale (traccia 8)
- Andrew Fletcher – strumentazione, voce
- Alan Wilder – strumentazione, voce